# Papoea-orgelvogel
De papoea-orgelvogel (Cracticus cassicus) is een vogel uit de familie Artamidae (spitsvogels) en onderfamilie Cracticinae (orgelvogels). Het is een endemische vogel uit Nieuw-Guinea.

## Beschrijving
De papoea-orgelvogel is 32 cm lang. Het is een zwartwitte vogel die vaak rechtop zit, hoog in een boom op een opvallende tak. De kop en de borst zijn zwart, de rest is voornamelijk wit.

## Verspreiding en leefgebied
De papoea-orgelvogel komt voor op Nieuw-Guinea en alle omliggende eilanden behalve de Louisiaden. Het is een vogel van bebost gebied, open plekken in regenwoud, bosranden en tuinen in laagland en heuvelland tot op 1450 m boven de zeespiegel.
De soort telt twee ondersoorten:
- C. c. cassicus  (Boddaert, 1783): de Aru-eilanden, de laaglanden van het hoofdeiland Nieuw-Guinea met de noordelijke eilanden,
- C. c. hercules  Mayr, 1940 : Trobriand-eilanden en de D'Entrecasteaux-eilanden.

## Status
De papoea-orgelvogel heeft een groot verspreidingsgebied en daardoor is de kans op uitsterven gering. De grootte van de populatie is niet gekwantificeerd, De vogel is vrij algemeen en plaatselijk algemeen. Er is geen aanleiding te veronderstellen dat de soort in aantal achteruit gaat. Om deze redenen staat deze orgelvogel als niet bedreigd op de Rode Lijst van de IUCN.